# Urotrichus
Urotrichus talpoides es una especie de mamífero soricomorfo de la familia Talpidae. Es endémica de Japón.  Es uno de los dos géneros de la tribu Urotrichini y la única especie del género monotípico Urotrichus.